# Thoraxprellung
Unter einer Thoraxprellung (Commotio thoracis) versteht man eine Verletzung des Brustkorbs (Thorax), die durch stumpfe Gewalteinwirkung (stumpfes Thoraxtrauma) verursacht wird. Im Gegensatz zu einer Thoraxquetschung (Contusio thoracis) sind bei einer Thoraxprellung die knöchernen Strukturen (Brustbein, Rippen und Wirbelsäule) sowie die Organe innerhalb des Brustkorbs (vor allem Lunge und Herz) nicht strukturell geschädigt.

## Symptome
Eine Thoraxprellung kann äußerst schmerzhaft sein. Insbesondere Bewegungen der betroffenen Strukturen wie Atmen, Lachen, Husten und Niesen führen zu beträchtlichen Schmerzen. Diese halten oft über mehrere Wochen an, die völlige Abheilung kann Monate dauern. In der klinischen Untersuchung ist der Thorax auf Druck sowie die Thoraxkompression schmerzhaft. 
Sekundär kann durch die schmerzbedingte Schonatmung und der damit verbundenen Hypoventilation einzelner Lungenabschnitte eine Pneumonie auftreten. Häufig nimmt der Patient eine Schonhaltung zur Vermeidung schmerzhafter Bewegungen ein.

## Diagnose
Die Diagnose wird meist im Rahmen der klinischen Untersuchung mithilfe einer genauen Unfall-Anamnese gestellt. Die klinische Untersuchung sollte sich nicht nur auf den Thorax beschränken, sondern auch mögliche andere Verletzungen und Erkrankungen abklären. Zum Ausschluss von begleitenden Verletzungen (Rippenfrakturen) und der Differenzierung von einer Thoraxquetschung ist eine Röntgenaufnahme oder eine Ultraschalluntersuchung notwendig.
Eine der wichtigsten Differentialdiagnosen des Thoraxschmerzes ist der Herzinfarkt. Dieser ist unbedingt mittels EKG, Anamnese und klinischer Untersuchung abzuklären.

## Ziel der Therapie
Die Ziele der Therapie sind es, die Lebensqualität des Patienten während der Behandlungsphase zu verbessern, Sekundärschäden und einer Pneumonie vorzubeugen. Dazu werden eine konsequente, individuell angepasste Schmerztherapie (nichtsteroidalen Antirheumatika) sowie weitere geeignete Maßnahmen wie Physiotherapie, Sekretolytika und Atemübungen in Eigenregie eingesetzt.